# Giovanni Lucentini
Giovanni Lucentini (Castelvetrano, 24 settembre 1896 – Castelvetrano, ...) è stato un imprenditore e politico italiano.

## Biografia
Alla fine degli anni '20 fece parte del direttorio comunale del Fascio di Castelvetrano.
Nel 1934 fu eletto deputato alla Camera, succedendo in Parlamento, per la federazione trapanese del Partito Nazionale Fascista, a Giuseppe Maggio.
Nel 1939 e fino al 2 agosto 1943 fu consigliere nazionale della Camera dei Fasci e delle Corporazioni
.
Era componente di diritto della federazione provinciale di Trapani del partito.